# Sergej Belov
Sergej Aleksandrovič Belov (ruski: Серге́й Алекса́ндрович Бело́в) (Našćjokovo, SSSR, 23. siječnja 1944. – Perm, Rusija, 3. listopada 2013.) je bivši sovjetski košarkaš i košarkarški trener.

## Igračka karijera
Sergej je igračku karijeru započeo u klubu Uralmaš iz Sverdlovska (današnji Ekaterinburg) 1964. godine gdje je igrao do 1967. kada je prešao u CSKA Moskvu gdje je igrao 12 godina do 1980. kada je prestao profesionalno igrati košarku.
Na Olimpijskim igrama osvojio je jedno zlato 1972. u Münchenu i tri brončane medalje 1968. u Mexico Cityu, 1976. u Montrealu i 1980. u Moskvi.
Na Svjetskim prvenstvima osvojio je dva zlata u Urugvaju 1967. i Portoriku 1974. te jedno srebro i jednu broncu.
Na Europskim prvenstvima osvojio je četiri zlata, dva srebra i jednu brončanu medalju.

## Trenerska karijera
Kao trener počeo je raditi 1981. godine u CSKA Moskvi gdje je radio devet godina, od 1991. do 1993. u Italiji trenira Basket Cassino, a od 1999. do 2004. ruski Ural Great iz Perma.

## Vanjske poveznice
- Naismith Memorial Basketball Hall of Fame  Arhivirana inačica izvorne stranice od 5. ožujka 2010. (Wayback Machine)
- FIBA-ina Dvorana slavnih  Arhivirana inačica izvorne stranice od 10. rujna 2008. (Wayback Machine)
- Interbasket.net Profil